# Caetano Efacec
Caetano Efacec è un modello di filobus semplice o snodato realizzato in Portogallo tra il 1983 ed il 1986.

## Generalità
Tale modello di filobus nasce da un sodalizio tra due aziende portoghesi, la "Salvador Caetano" che costruisce il telaio e la carrozzeria e la "Efacec" che fornisce l'equipaggiamento elettrico.

## Caratteristiche
Il Caetano Efacec è un filobus a due assi, due porte rototraslanti ovvero un filosnodato a tre assi e tre porte; il posto di guida è a sinistra e presenta grandi finestrini rettangolari lungo la fiancata; il parabrezza leggermente bombato e diviso in due parti, sormontato da un'ampia veletta rettangolare per indicare chiaramente il numero di linea ed il percorso.

## Diffusione
Il modello, costruito per le due aziende di trasporto pubblico portoghesi che negli anni '80 gestivano filobus, è sbarcato poi in Kazakistan.

### Portogallo

#### Coimbra (SMTUC)
- serie 50-69: 20 esemplari a due assi, costruzione 1984-1985, livrea bianco-gialla, tuttora in esercizio
- serie 70: 1 esemplare snodato a tre assi, costruzione 1986, acquisizione 2003, ex-Oporto n. 167, livrea bianco-gialla (ex bianco-rossa), motore ausiliario, tuttora in esercizio
- serie 71: 1 esemplare a due assi, costruzione 1984, acquisizione 2003, ex-Oporto n. 74, livrea bianco-gialla (ex bianco-rossa), motore ausiliario, tuttora in esercizio.

#### Porto (STCP)
- serie 61-75: 15 esemplari a due assi, costruzione 1983-1984, livrea bianco-rossa, motore ausiliario, accantonamento 1997; 1 esemplare (matricola 74) conservato per fini museali, nel 2003 è stato invece ceduto a Coimbra, tutti gli altri venduti nel 2000 ad Almaty, ex capitale del Kazakistan.
- serie 160-169: 10 esemplari snodati a tre assi, costruzione 1984-1985, livrea bianco-rossa, motore ausiliario, accantonamento 1997; 1 esemplare (matricola 167) conservato per fini museali, nel 2003 è stato invece ceduto a Coimbra, tutti gli altri venduti ad Almaty nel 2000.

### Kazakistan

#### Almaty (Almatyelektrotrans)
- serie 3100: 23 esemplari (14 a due assi: ex-matricole 61-73 e 75, 9 snodati a tre assi: ex-matricole 160-166 e 168-169) acquistati dal comune di Porto nel 2000, radiazione entro il 2005, livrea gialla.